# Giuseppe Montanari
Giuseppe Montanari (San Giovanni in Persiceto, 26 novembre 1936 – 5 agosto 2023) è stato un fumettista e illustratore italiano.
In coppia con Ernesto Grassani fu uno dei principali disegnatori della serie a fumetti Dylan Dog per la quale realizzò oltre un centinaio di storie.

## Biografia
Si trasferì a Milano nel 1944, dove completò i suoi studi al liceo scientifico Gonzaga. Esordì nel campo del fumetto nel 1954 come collaboratore dello studio editoriale di Roy D'Amy collaborando alla serie I Tre Bill edito dalla casa editrice di Tea Bonelli. Passò poi dal 1956 a collaborare con le Edizioni Alpe disegnando numerose storie western pubblicate in appendice alle testate Cucciolo e Tiramolla.
Nei primi anni sessanta collaborò anche con l'Editoriale Corno realizzando le copertine di alcune serie come Gordon e Maschera Nera. Intraprese poi una lunga collaborazione con ErreGi di Renzo Barbieri e Giorgio Cavedon, per la quale realizzò le copertine e le storie a fumetti di Goldrake Il Playboy. Dopo che i due editori si separarono, fondando due diverse case editrici, Montanari continuò a collaborare con Barbieri che aveva fondato la Edifumetto. Montanari vi lavorò per almeno un decennio, realizzando vari personaggi in formato pocket, fra cui Lando. Nel 1972 iniziò un duraturo sodalizio con un altro fumettista, Ernesto Grassani. Nel 1974 lavorò per il settimanale Lanciostory. Dal 1979 collaborò stabilmente con la Sergio Bonelli Editore, realizzando alcune storie della serie Il Piccolo Ranger e del settimanale Full e, dal 1986, sempre in coppia con Grassani, alla serie Dylan Dog. Collaborò anche con i settimanali Corriere dei Piccoli e Il Giornalino.

## Opere
In coppia con Grassani
Dylan Dog - Albi della Serie Regolare
- Tiziano Sclavi (testi), M & G (disegni); Le notti della luna piena, in Dylan Dog n. 3, Sergio Bonelli Editore, dicembre 1986.
- Tiziano Sclavi (testi), M & G (disegni); La Zona del Crepuscolo, in Dylan Dog n. 7, Sergio Bonelli Editore, aprile 1987.
- Tiziano Sclavi (testi), M & G (disegni); Killer!, in Dylan Dog n. 12, Sergio Bonelli Editore, settembre 1987.
- Tiziano Sclavi (testi), M & G (disegni); Il castello della paura, in Dylan Dog n. 16, Sergio Bonelli Editore, gennaio 1988.
- Tiziano Sclavi (testi), M & G (disegni); La Dama in Nero, in Dylan Dog n. 17, Sergio Bonelli Editore, febbraio 1988.
- Tiziano Sclavi e Marcello Toninelli (testi), M & G (disegni); Giorno maledetto, in Dylan Dog n. 21, Sergio Bonelli Editore, giugno 1988.
- Tiziano Sclavi (testi), M & G (disegni); Il tunnel dell’orrore, in Dylan Dog n. 22, Sergio Bonelli Editore, luglio 1988.
- Bepi Vigna, Michele Medda e Antonio Serra (testi), M & G (disegni); Quando la città dorme, in Dylan Dog n. 29, Sergio Bonelli Editore, febbraio 1989.
- Tiziano Sclavi (testi), M & G (disegni); Ossessione, in Dylan Dog n. 32, Sergio Bonelli Editore, maggio 1989.
- Claudio Chiaverotti (testi), M & G (disegni); Incubo di una notte di mezza estate, in Dylan Dog n. 36, Sergio Bonelli Editore, settembre 1989.
- Luigi Mignacco (testi), M & G (disegni); Una voce dal nulla, in Dylan Dog n. 38, Sergio Bonelli Editore, novembre 1989.
- Marcello Toninelli (testi), M & G (disegni); Riflessi di morte, in Dylan Dog n. 44, Sergio Bonelli Editore, maggio 1990.
- Claudio Chiaverotti (testi), M & G (disegni); Scritto con il sangue, in Dylan Dog n. 47, Sergio Bonelli Editore, agosto 1990.
- Claudio Chiaverotti (testi), M & G (disegni); La Regina delle Tenebre, in Dylan Dog n. 53, Sergio Bonelli Editore, febbraio 1991.
- Tiziano Sclavi (testi), M & G (disegni); Ritorno al Crepuscolo, in Dylan Dog n. 57, Sergio Bonelli Editore, giugno 1991.
- Tiziano Sclavi (testi), M & G (disegni); I segreti di Ramblyn, in Dylan Dog n. 64, Sergio Bonelli Editore, gennaio 1992.
- Tiziano Sclavi (testi), M & G (disegni); La belva delle caverne, in Dylan Dog n. 65, Sergio Bonelli Editore, febbraio 1992.
- Mauro Marcheselli e Tiziano Sclavi (testi), M & G (disegni); L’ultimo plenilunio, in Dylan Dog n. 72, Sergio Bonelli Editore, settembre 1992.
- Luigi Mignacco (testi), M & G (disegni); Storia di un povero diavolo, in Dylan Dog n. 86, Sergio Bonelli Editore, novembre 1993.
- Claudio Chiaverotti (testi), M & G (disegni); Metamorfosi, in Dylan Dog n. 91, Sergio Bonelli Editore, aprile 1994.
- Claudio Chiaverotti (testi), M & G (disegni); La sfida, in Dylan Dog n. 96, Sergio Bonelli Editore, settembre 1994.
- Michelangelo La Neve (testi), M & G (disegni); Notte senza fine, in Dylan Dog n. 104, Sergio Bonelli Editore, maggio 1995.
- Pasquale Ruju (testi), M & G (disegni); Il negromante, in Dylan Dog n. 130, Sergio Bonelli Editore, luglio 1997.
- Giuseppe De Nardo (testi), M & G (disegni); Abissi di follia, in Dylan Dog n. 148, Sergio Bonelli Editore, gennaio 1999.
- Pasquale Ruju (testi), M & G (disegni); La donna urlante, in Dylan Dog n. 164, Sergio Bonelli Editore, maggio 2000.
- Michele Masiero (testi), M & G (disegni); Gli eredi del crepuscolo, in Dylan Dog n. 238, Sergio Bonelli Editore, giugno 2006.